# Crematogaster masukoi
Crematogaster masukoi is een mierensoort uit de onderfamilie van de Myrmicinae. De wetenschappelijke naam van de soort is voor het eerst geldig gepubliceerd in 2010 door Hosoishi, Yamane & Ogata.